# Reggie Upshaw
Reginald Eugene Upshaw jr., detto Reggie (Chattanooga, 7 aprile 1995), è un cestista statunitense.

## Carriera
Dopo quattro anni di college alla Middle Tennessee State University (14,5 punti e 6,8 rimbalzi di media nell'ultimo anno) viene chiamato a partecipare alla NBA Summer League con i Milwaukee Bucks dove gioca 5 partite a 3,2 punti e 3,6 rimbalzi a partita. Il 21 luglio firma il suo primo contratto da professionista in Germania, unendosi ai Tigers Tübingen. Dopo una stagione a 14,4 punti di media e la Summer League con i Los Angeles Clippers (10,33 punti), si trasferisce al Bàsquet Club Andorra in Liga ACB.

## Palmarès
- Liga catalana: 1

Andorra: 2018
- Coppa del Belgio: 1

Anversa Giants: 2023